# Discopus antennatus
Discopus antennatus är en skalbaggsart som först beskrevs av Guérin-Méneville 1855.  Discopus antennatus ingår i släktet Discopus och familjen långhorningar. Inga underarter finns listade i Catalogue of Life.